# Filinia hofmanni
Filinia hofmanni is een raderdiertjessoort uit de familie Trochosphaeridae. De wetenschappelijke naam van deze soort is voor het eerst geldig gepubliceerd in 1980 door Koste.